# Speed
Speed — австралійський хардкор-панк гурт з Сіднея, створений у 2019 році.
Музика гурту була класифікована як хардкор-панк, бітдаун хардкор.

## Історія
Джем Сіоу створив гурт Speed разом зі своїм братом Аароном Сіоу у 2019 році, незабаром після розпуску гурту Endless Heights. Інші учасники гурту: Джош Клейтон, Денніс Вічідвонгса, Кейн Вардон. 
У жовтні 2019 року гурт Speed випустив демо мініальбом Demo 19 на лейблі Last Ride Records і підписав угоду з лейблом Flatspot Records щодо випуску в США.
У червні 2020 року гурт випустив мініальбом 2020 Flex, якому передував сингл «A Dumb Dog Gets Flogged». За словами вокаліста,  «...[сингл] виник, як реакція на невдалі дії нашого уряду під час лісових пожеж в Австралії у 2019-2020 роках. Здатність розуміти і розділяти почуття інших завжди повинні бути передумовою для осмислених дій».
У червні 2021 року гурт випустив сингл «We See U» як частину хардкор-панк збірки, This Is Australia Vol 2.
У травні 2022 року гурт оголосив про випуск дебютного мініальбому Gang Called Speed. Також гурт випустив головний сингл альбому, «Not That Nice», який торкається теми злочинів на грунті ненависті в Азії. Гурт сказав: «Хоч це наш перший мініальбом, [ми] підходимо до нього майже як до дебютного альбому. Ось чому він називається Gang Called Speed – це ідентичність гурту. Це австралійський хардкор.» Мініальбом Gang Called Speed вийшов 24 червня 2022 року та дебютував під номером 5 у чартах ARIA.
Сингл «Not That Nice» став частиною сандтреку для відеогри про боротьбу, WWE 2K24.
У квітні 2024 року гурт Speed оголосив про вихід свого дебютного студійного альбому, Only One Mode.

## Склад гурту
- Джем Сіоу (Jem Siow) — вокал,
- Аарон Сіоу (Aaron Siow) — бас,
- Джош Клейтон (Josh Clayton) — гітара,
- Денніс Вічідвонгса (Dennis “D-Cold” Vichidvongsa) — гітара,
- Кейн Вардон (Kane Vardon) — барабани.[10][11]

## Дискографія

### Альбоми
| Назва         | Додаткова інформація про альбом                                                                    | Пікові позиції в чартах |
| Назва         | Додаткова інформація про альбом                                                                    | AUS                     |
| ------------- | -------------------------------------------------------------------------------------------------- | ----------------------- |
| Only One Mode | - Реліз: 12 липня 2024 - Лейбл: Last Ride Records, Flatspot Records - Формат: CD, digital download | В очікуванні            |

### Мініальбоми
| Назва             | Додаткова інформація про альбом                                                                                               | Пікові позиції в чартах |
| Назва             | Додаткова інформація про альбом                                                                                               | AUS                     |
| ----------------- | --- | ----------------------- |
| 2020 Flex         | - Реліз: 19 червня 2020 - Лейбл: Last Ride Records (LRR26), Flatspot Records (FSR53) - Формат: CD, 7-inch EP digital download | —                       |
| Gang Called Speed | - Реліз: 24 червня 2022 - Лейбл: Last Ride Records (LRR41), Flatspot Records (FSR61) - Формат: CD, LP, digital download       | 5                       |

### Демо альбоми
| Назва   | Додаткова інформація                                                                           |
| ------- | ---------------------------------------------------------------------------------------------- |
| Demo 19 | - Реліз: 9 жовтня 2019 - Лейбл: Last Ride Records (LRR22) - Формат: Digital download, Cassette |

### Сингли
| Назва                     | Рік  | Альбом                  |
| ------------------------- | ---- | ----------------------- |
| "A Dumb Dog Gets Flogged" | 2020 | 2020 Flex               |
| "We See U"                | 2021 | This Is Australia Vol 2 |
| "Not That Nice"           | 2022 | Gang Called Speed       |
| "Move"                    | 2022 | Gang Called Speed       |
| "One Blood We Bleed"      | 2022 | Gang Called Speed       |